# MOD
MOD — формат файлів, розроблений для створення, зберігання та відтворення музичних композицій на ПК Amiga. Свою назву отримав від того, що став першим форматом, що зберігає свої фрагменти (наприклад, семпли) в інших файлах (принцип модульності). Файли цього формату мають, як правило, розширення .mod.

## Структура
Кожен файл формату MOD містить в собі оцифровані записи реального звучання інструментів, так звані семпли. Композитор, що пише в форматі MOD, використовує програму, звану трекером, в якій вказує, який саме інструмент, в який час, якою нотою і в якій з октав повинен прозвучати. Послідовність нот записується в список — т. зв. трек, а кілька паралельних треків утворюють блок, званий патерн. Створювані композитором патерни отримують номери, після чого композитор може у вільній формі вказувати який патерн і коли повинен прозвучати. Сукупність патернів і утворює модуль — файл у форматі MOD.

## Можливості
Патерн, з точки зору користувача, виглядає як колонка в інтерфейсі, що нагадує секвенсор. Одна колонка трекера відповідає одному фізичному каналу, в якому програма може програти або дозволити відредагувати пронумеровані ноти (до 64-х). Нотам можуть призначатися різні «прикраси» (звані орнаментами), наприклад глісандо, тремоло та інші. Композитор також може управляти гучністю і темпом відтвореного модуля через додаткові команди, приписувані до нот. Коли тривалість записаного семпла закінчується, а тривалість ноти — ні, семпл відтворюється заново. Можливий «стрибок» на інший патерн з будь-якої ноти або зациклення поточного (петля). Максимальна кількість каналів в оригінальних модулях не може бути більше 4, це також є особливістю Amiga.
Трекери як інструмент створення музики дуже активно використовуються в рамках «демосцени» — комп'ютерної молодіжної субкультури, що сформувалася в 1990-ті роки ще до широкого поширення Інтернету. Існує й окрема «трекерна сцена», або «MOD-сцена» (на честь «базового» формату MOD), в рамках якої незалежні автори з різних країн обмінюються своїми композиціями. Такі автори також називаються «трекери», можуть використовуватися терміни «трекерник» або «MOD-музикант».